# Shahab Zahedi
Shahab Zahedi, perski: شهاب زاهدی (ur. 18 sierpnia 1995 w Malajerze, Iran) – irański piłkarz, grający na pozycji napastnika lub skrzydłowego. Jednokrotny reprezentant Iranu.

## Kariera piłkarska

### Kariera klubowa
Wychowanek klubów Pajkan Teheran, Persepolis FC i Moghawemat Teheran. Karierę piłkarską rozpoczął w 2014 w drużynie Persepolis FC. W 2017 został wypożyczony do Maszin Sazi Tebriz. W lipcu 2017 przeszedł do islandzkiego ÍBV. 16 stycznia 2019 dołączył do koreańskiego Suwon Samsung Bluewings, ale jego historia z dopingiem została ujawniona przez fanów i dzień później, 17 stycznia 2019 umowa z klubem została rozwiązana za obopólną zgodą. 4 sierpnia 2019 podpisał kontrakt z Olimpikiem Donieck.

## Sukcesy i odznaczenia

### ÍBV
- zdobywca Pucharu Islandii: 2017
- finalista Superpucharu Islandii: 2018